# Bach, Glodnica
Bach je naselje v Občini Glodnica v Okraju Šentvid ob Glini na Koroškem v Avstriji.